# Bron-Y-Aur Stomp
Bron-Y-Aur Stomp - utwór angielskiego zespołu Led Zeppelin z trzeciego albumu Led Zeppelin III, wydanego w 1970. Jimmy Page i Robert Plant stworzyli piosenkę w 1970 w Bron-Yr-Aur, małej wiosce w Walii, gdzie zatrzymali się po ukończeniu wyczerpującej trasy koncertowej po Stanach Zjednoczonych.